# Gmina Legnickie Pole
Gmina Legnickie Pole je polská vesnická gmina v okrese Lehnice v Dolnoslezském vojvodství. Sídlem gminy je Legnickie Pole. V roce 2021 zde žilo 5 255 obyvatel.
Gmina má rozlohu 85,2 km² a zabírá 11,5 % rozlohy okresu. Skládá se z 17 starostenství.

## Části gminy
Starostenství
Bartoszów, Biskupice, Czarnków, Gniewomierz, Kłębanowice, Koiszków, Koskowice, Księginice, Legnickie Pole, Lubień, Mikołajowice, Mąkolice, Nowa Wieś Legnicka, Ogonowice, Raczkowa, Strachowice, Taczalin